# Вища школа інформаційних технологій та менеджменту (Ряшів)
Вища школа інформаційних технологій та менеджменту (УІТМ) — один з найбільших недержавних вишів Підкарпатського воєводства (Польща), заснований у 1996 р. Освітня пропозиція УІТМ включає 38 напрямів навчання бакалаврату та магістратури англійською та польською мовами.
Характерними рисами УІТМ є програми навчання англійською мовою, які проводяться з 2004 року, а також міжнародність: за 25 років діяльності університету понад 7000 іноземних студентів вирішили навчатись саме в УІТМ (загалом понад 60 000 випускників за час існування). Університет має високу оцінку в національних та міжнародних рейтингах. У 2020/2021 навчальному році УІТМ має 47 кваліфікацій для проведення навчання, включаючи 11 сертифікатів для магістратури та право надавати звання доктора з дисципліни «Соціальної комунікації в медіа», що надає університету статус академічного університету.
В УІТМ навчаються студенти з таких країн як: Китай, Індія, Непал, Іран, Нігерія, США, Фінляндія, Німеччина, Португалія, Іспанія, Україна, Білорусь, тощо.

## Історія
Університет інформаційних технологій та менеджменту в Ряшеві заснований 8 березня 1996 р.. Головним ініціатором і засновником університету був д-р т. наук Тадеуш Помянек, проф. УІТМ, нині Президент університету. Створення УІТМ стало відповіддю на потреби, пов'язані з освітою працівників, здатних діяти у мінливих соціальних, політичних та економічних реаліях після трансформації 1989 року. З цієї причини великий акцент робився не лише на найвищій якості освіти, а й на її зв'язку із попитом на ринку працевлаштування. Пріоритетом діяльності УІТМ був також розвиток наукових досліджень та співпраця з бізнес-середовищем та органами місцевого самоврядування для розвитку Підкарпатського воєводства.
У 1996 році УІТМ прийняв на навчання 2500 студентів, пропонуючи лише три напрямки навчання: Економіка, ІТ та Адміністрація. Ще до введення Польщею положень, що рівняють права студентів державних та приватних університетів, УІТМ був одним із перших, нечисленних університетів у Польщі, який надавав наукові стипендії з власного фонду студентам денної та заочної форми навчання.
У 1999 році університет запровадив електронну студентську картку, яка спочатку функціонувала разом із традиційною, а з 2006 року, відповідно до законодавчих змін, самостійно, замінивши також картку мешканця міста. УІТМ одним з перших університетів запровадив міжнародні мовні сертифікати (1999 р.) та сертифіковану ІТ-освіту (2001 р.) в навчальній програмі. На сьогодні у навчально-екзаменаційних центрах, що діють в університеті, видано понад 100 000 міжнародних сертифікатів.
З 2002 року студенти УІТМ мали можливість (крім традиційного методу навчання) підвищувати свою кваліфікацію за допомогою дистанційного навчання з використанням Інтернету.
Бувши першим університетом у регіоні та одним з перших у Польщі, УІТМ розширив свою освітню пропозицію курсами навчання, які повністю проводились англійською мовою. У 2004/2005 навчальному році пропонувалось навчання у таких галузях: міжнародний менеджмент, інформаційні технології та економетрика і готельний менеджмент. У 2020/2021 навчальному році навчання здійснюється англійською мовою в рамках 10 напрямів навчання.

## Адміністрація університету
Станом на 10 травня 2021 року.
- Президент Університету — Професор, Тадеуш Помянек
- Ректор — Доктор наук Вергіліуш Голомбек
- Проректор з наукової роботи — Професор Агата Юрковська-Гомулка
- Проректор з навчально-виховної роботи — Професор Анджей Розмус

## Колегіуми та кафедри
Колегіум Менеджменту
- Кафедра економіки та фінансів
- Кафедра логістики та технології процесів
- Кафедра менеджменту
- Інститут фінансових досліджень та аналітики
- Інститут авіаційного менеджменту
- Академічний центр особистісного розвитку та психотерапії

Колегіум медіа та соціальної комунікації
- Кафедра медіа, журналістики та соціальної комунікації
- Кафедра політології та адміністрування
- Кафедра графічного дизайну
- Кафедра соціальних наук
- Бюро комп'ютерної графіки
- Бюро англійської філології
- Бюро іноземних мов
- Інститут освітньої аналітики
- Центр інновацій та практичного дизайну
- Центр сучасних мов

Медичний колегіум
- Кафедра хвороб цивілізації та регенеративної медицини
- Кафедра косметології
- Кафедра технології косметичних та фармацевтичних продуктів
- Кафедра фізіотерапії
- Кафедра дерматології
- Бюро біотехнологій та клітинної біології
- Кафедра сестринської справи
- Кафедра фізичної культури та спорту
- Центр впровадження та обслуговування

Колегіум прикладної інформатики
- Кафедра штучного інтелекту
- Кафедра застосування інформаційних систем
- Кафедра інтелектуальних систем та мереж
- Кафедра когнітивістики та математичного моделювання
- Центр ІТ-сервісу

## Факультети та напрями навчання
Навчання польською мовою
Бакалаврат
- Цифрова комунікація
- Фінанси та бухгалтерський облік в менеджменті
- Фізіотерапія — п'ятирічне навчання
- Сестринська справа
- Психологія в менеджменті
- Програмування
- Англійська філологія
- Переклад з китайською мовою
- Менеджмент
- Логістика
- Косметологія
- Комп'ютерна графіка та мультимедійна продукція
- Інформатика
- Дієтологія
- Дизайн комп'ютерних ігор

Магістратура
- Менеджмент
- Косметологія
- Комп'ютерна графіка в медіа
- Кібербезпека
- Інформатика
- Журналістика та соціальна комунікація

Навчання англійською мовою
Бакалаврат
- Сестринська справа (Nursing)
- Розробка та дизайн комп'ютерних ігор (Game Design and Development)
- Програмування (Programming)
- Мультимедіа (Multimedia)
- Міжнародні фінанси та бухгалтерський облік (International Finance and Accounting)
- Міжнародний менеджмент в бізнесі (International Business Management)
- Мережеві технології (Computer Networks)
- Логістика (Logistics)
- Дієтологія (Dietetics)
- Графічний дизайн (Graphic Design)
- Авіація загального призначення (General Aviation Management)
- Авіаційний менеджмент (Aviation Management)

Магістратура
- Наука про дані (Data Science)
- Міжнародний менеджмент в бізнесі (International Business Management)
- Логістика і транспортний менеджмент (Logistics and Transport Management)
- Кібербезпека (Cybersecurity)

## Співпраця з навколишнім середовищем
УІТМ робить великий акцент на ефективній співпраці з бізнес-середовищем, яка спрямована на розширення мережі партнерських відносин, просування результатів досліджень і розробок, інноваційної діяльності, підвищення обізнаності громадськості про роль науки в економічному та соціальному розвитку країни. УІТМ реалізує довгострокову стратегію розвитку. Ефектом вмілого поєднання викладацької, науково-дослідної та ділової діяльності є диверсифікація джерел доходу. На сьогодні частка університетських доходів від наукової чи дослідницької діяльності становить 55 %, що робить УІТМ унікальним у країні.
Крім того, університет реалізує низку заходів та проєктів, спрямованих на громаду Підкарпатського воєводства та міста Ряшів. Працівники університету взяли участь у підготовці понад 20 стратегій розвитку та 60 висновків експертів та звітів для підрозділів місцевого самоврядування. УІТМ реалізує також багато ініціатив, які стали постійним елементом у календарі культурних подій регіону, ключовими проєктами у цій галузі є цикл науково-популярних лекцій «Великі питання в науці» та «У лабіринті світу».